# 레베카 호른

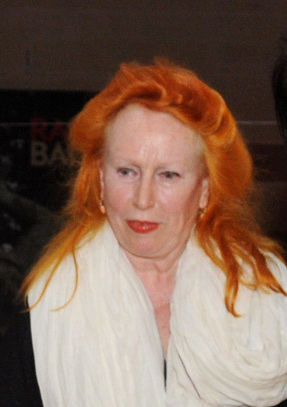
2012년 모습

레베카 호른(Rebecca Horn, 1944년 3월 24일 ~ 2024년 9월 6일)은 설치 미술, 영화 연출, 투구에서 수직으로 돌출된 매우 큰 뿔이 달린 바디슈트인 Einhorn(유니콘)과 같은 신체 변형으로 가장 잘 알려진 독일의 시각 예술가였다. 파리와 베를린에 거주하는 동안 그녀는 영화, 조각, 공연 분야에서 일했으며 여러 영화(Der Eintänzer(1978), La ferdinanda: Sonate für eine Medici-Villa(1982), Buster's Bedroom(1990))를 감독했다.